# Witold Franciszek Lewicki
Witold Franciszek Lewicki herbu Rogala (rus. Витовт Левіцкий, ur. 13 listopada 1859 w Złoczowie, zmarł 29 września 1931 w Siedliskach) – ziemianin, dziennikarz-ekonomista, polityk demokratyczny, poseł do austriackiej Rady Państwa.

## Życie i działalność
Ukończył gimnazjum we Lwowie (1877). Studiował w latach 1877-1882 na uniwersytecie lwowskim, najpierw filozofię potem prawo. Studia prawnicze kontynuował na uniwersytecie w Wiedniu. Doktorat z zakresu prawa uzyskał na UJ (1883). W latach 1883–1895 i 1896-1903 pracował w Wydziale Krajowym awansując od aplikanta do sekretarza Wydziału Krajowego. W I. 1885-1887 był członkiem redakcji "Gazety Lwowskiej", gdzie prowadził dział samorządu galicyjskiego.
Ziemianin, posiadał dobra Siedliska-Bogusz i Głobikowa w powiecie jasielskim. Od r. 1912 był dyrektorem Banku Zaliczkowego we Lwowie. Prezes zarządu powiatowego w Pilznie Towarzystwa Kółek Rolniczych we Lwowie (1910-1912). Członek Wydziału Związku Stowarzyszeń Zarobkowych i Gospodarczych we Lwowie (1912-1914). Członek Komitetu w Krakowie oraz wiceprezes zarządu wydziału powiatowego w Pilznie i członek wydziału powiatowego w Dębicy Towarzystwa Rolniczego w Krakowie (1911-1914). Członek Wydziału Ligi Pomocy Przemysłowej we Lwowie (1914). Członek Komisji Rewizyjnej Galicyjskiej Spółki Zbytu Jaja we Lwowie (1914).
Politycznie związany z demokratami galicyjskimi. Zwolennik asymilacji Żydów. Prowadził redakcję tygodnika "Trybuna" (1889) potem "Ekonomisty Polskiego" (1890-1894) a następnie po przeniesieniu się do Wiednia "Przełom" (1895-1896). Po powrocie do Lwowa współzałożyciel i redaktor liberalnego "Słowa Polskiego" (1897-1902). Jako dziennikarz napisał wiele artykułów o tematyce politycznej i ekonomicznej. Zajmował się też sprawami szkolnictwa ludowego. Był autorem wielu  prac zwartych (zob. poniżej). Członek Rady Powiatowej w Pilznie z kurii gmin miejskich (1907-1912) oraz delegat do Okręgowej Rady Szkolnej (1909-1910).
Poseł do austriackiej Rady Państwa VIII kadencji (9 kwietnia 1891 – 22 stycznia 1897) z kurii II – gmin miejskich – okręg nr 6 (Przemyśl-Gródek) i IX kadencji (27 marca 1897 – 8 czerwca 1900) z kurii V – powszechnej z okręgu nr 9 (Przemyśl-Mościska-Rudki-Sambor-Drohobycz) Członek Koła Polskiego w Wiedniu, należał do grupy posłów demokratycznych. Po skończonej kadencji zabiegał o posadę w ministerstwie, której jednak nie otrzymał.
Wskutek choroby usunął się po pierwszej wojnie światowej z życia publicznego. Zmarł w Siedliskach i tam został pochowany.

## Życie osobiste
Syn ziemianina Wincentego i Wandy z Hirschlerów. Był żonaty od 1895 z pianistką warszawską Pauliną Krzykowską, z którą miał córkę Zofię (późniejszą Adamkiewiczową).

## Prace Witolda Lewickiego
- Materiały do reformy gminnej w Galicji, Lwów 1888,
- Samorząd gminny w Galicji i dzieje jego reformy, Lwów 1888,
- Polityka ekonomiczna sejmu galicyjskiego, Lwów 1891,
- Nasze i obce żywioły?, Lwów 1897
- Z rozmów i rozmyślań na temat kwestii żydowskiej, Lwów 1911,
- Zadania samorządu miejskiego na polu szkolnictwa ludowego, Lwów 1907,
- Zagadnienie gospodarcze Galicji, Lwów 1914.